# Chiesa di Sant'Agostino (Reggio Emilia)
La chiesa di Sant'Agostino è un luogo di culto cattolico sito in Piazzetta Pignedoli, nel centro storico di Reggio Emilia. La chiesa è sede della parrocchia di San Lorenzo in Sant'Agostino del vicariato Urbano della diocesi di Reggio Emilia-Guastalla.

## Storia e descrizione

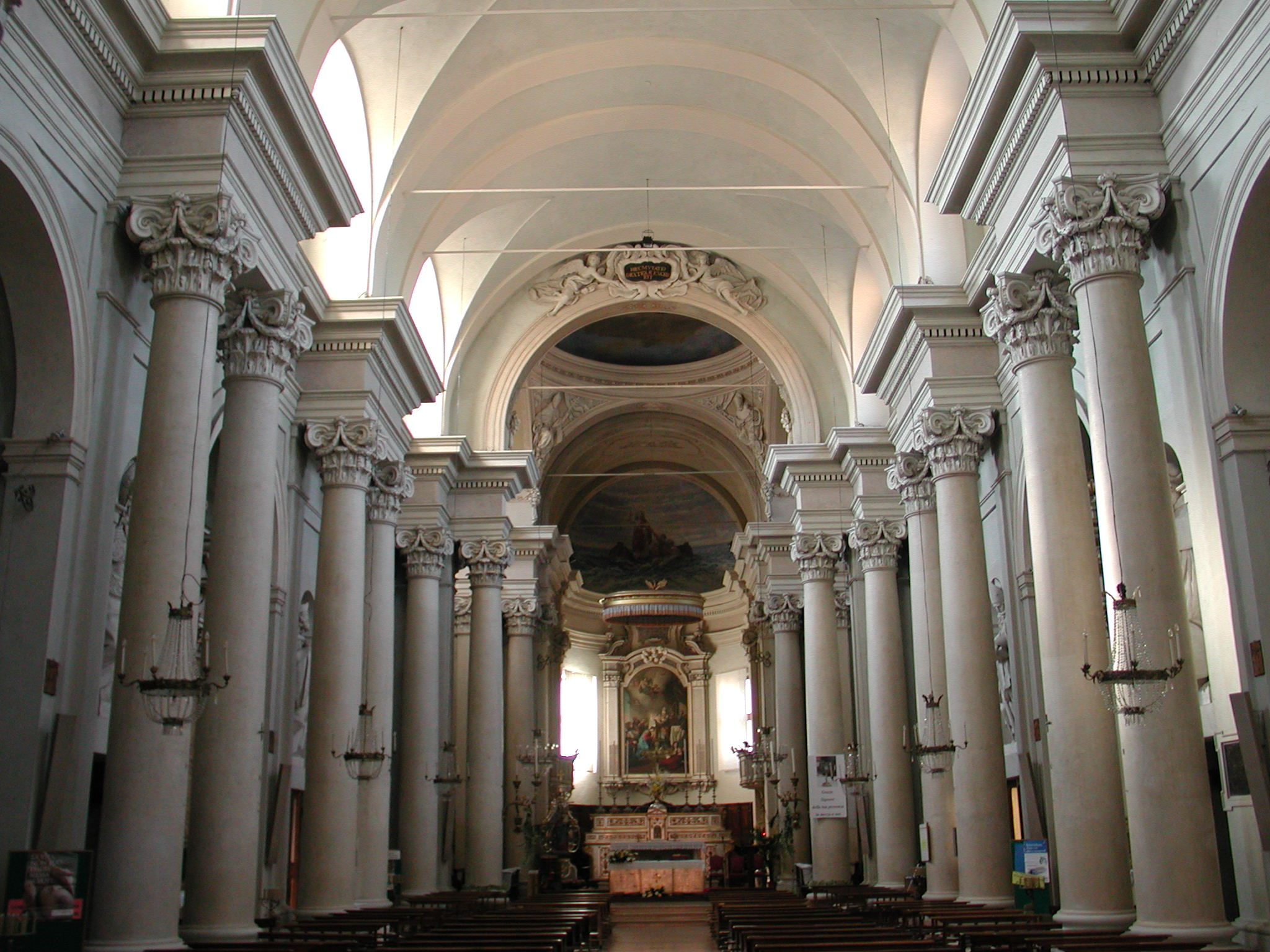
L'interno

Sul luogo occupato dall'attuale edificio sorgeva la chiesa di Sant'Apollinare, già ricordata in un documento del 1183 e andata distrutta nel 1249, durante il conflitto fra Guelfi e Ghibellini. Assunse l'attuale intitolazione nel 1268 quando fu ricostruita, assieme al convento, dai frati Eremitani agostiniani. Fu ricostruita nel 1452 dopo l'incendio del 1423, quando vennero elevate anche l'odierna abside romanica e la torre, quest'ultima disegnata da Antonio Casotti e finanziata dal Comune e dall'abate Zoboli. La facciata, in stile barocco, tutta in cotto, risale al 1746 su disegno dell'architetto Alfonso Torreggiani e presenta due nicchie con all'interno le statue di San Guglielmo e San Nicola da Tolentino.
L'interno, composto da una sola navata con volte a botte e a vela, fu completamente rifatto tra il 1645 ed il 1666 su progetto dell'architetto Gaspare Vigarani. Tra le opere che si conservano nella chiesa è visibile il dipinto raffigurante Sant'Apollinare di Giovanni Francesco Barbieri, detto il Guercino.